# Upplands runinskrifter 700
Upplands runinskrifter 700 är en vikingatida runsten av granit i Kynge, Veckholms socken och Enköpings kommun. Stenens står troligen på sinn ursprungliga plats. Höjden är 1,42 meter och bredden 1 meter.
Inskriften är i princip identisk med den på U 701. De har utgjort en del av samma monument. Möjligen har även U 702 ingått i monumentet. Gute, som lät resa dessa stenar, är troligen samma man som omnämns på runstenarna U 723 och U 724.

## Inskriften
Translitterering av runraden:
kuti : lit : risa · st(a)...(n) : þinsa : ybtiʀ : ikialt : bruþur : sin : kuþ : hialub·i · ant hans ·
Normalisering till runsvenska:
Guti let ræisa stæ[i]n þennsa æftiʀ Ingiald, broður sinn. Guð hialpi and hans.
Översättning till nusvenska:
Gute lät resa denna sten efter Ingjald, sin broder. Gud hjälpe hans ande.